# San Antonio de Ibarra
San Antonio de Ibarra est une ville du nord de l'Équateur, dans la province d'Imbabura.

## Géographie
San Antonio de Ibarra est située à 6-7 kilomètres de la capitale provinciale Ibarra. Comme cette ville, elle est située au pied du volcan Imbabura, sur la rive gauche de la rivière Tahuando, à presque 80 km au nord-est de la capitale du pays Quito. Sa population s'élevait à 17 500 habitants en 2011.

## Histoire
Administrativement, la création de la ville date du 24 mars 1693, mais on a déjà connaissance d'une présence humaine un siècle auparavant.

## Tourisme et folklore
- Volcan Imbabura
- Cathédrale
- Église épiscopale
- San Antonio est connue pour être un centre d'artisanat du bois[2]. Lors de sa visite en Équateur, en juillet 2015, le pape François a reçu une sculpture de Jorge Villalba, né à San Antonio[3].

## Personnalités liées à San Antonio
- Leonidas Proaño, (1910-1988) évêque et théologien de la libération